# Hilary Johnson (siatkarka)
Hilary Johnson panieńskie Howe (ur. 16 czerwca 1998) – kanadyjska siatkarka, reprezentantka kraju, grająca na pozycji przyjmującej. 
Ma starszego brata Taylora oraz brata bliźniaka Jacksona, który również jest siatkarzem.
8 lipca 2023 roku poślubiła Caleba Johnsona w Saskatoon.

## Sukcesy klubowe
Canada West:
- 2020[9]
- 2017, 2019

U Sports Championship:
- 2017[10]

## Sukcesy reprezentacyjne
Mistrzostwa Ameryki Północnej, Środkowej i Karaibów:
- 2019[11], 2021[12], 2023[13]

Liga Narodów:
- 12. miejsce 2022[14]
- 14. miejsce 2021[15]

Mistrzostwa Świata:
- 10. miejsce 2022[16]